# Джаффе, Мариэль
Жаклин Мариэль Джаффе (англ. Jaclyn Marielle Jaffe; род. 23 июня 1989, Валенсия, Калифорния, США) — американская актриса и профессиональная модель.

## Биография
Мариэль родилась в Валенсии, Калифорния. Карьеру актрисы начала в 2009 году, снявшись в эпизоде сериала «Клиника». Также актриса снялась в роли Джастин в эпизоде сериала «10 причин моей ненависти». Самой кассовой картиной Мариэль стал фильм «Перси Джексон и Похититель молний». Актриса снялась в двух фильмах ужасов «Далёкий захват» и «Крик 4». В 2011 году снялась в короткометражном фильме вместе с Тейлором Лотнером «Поле чудес 2: Локаут». Снялась в нескольких эпизодах сериала «Втайне от родителей». В 2014 году снялась в эпизоде сериала «C.S.I.: Место преступления», в 2015 году в эпизоде сериала «Мой мальчик».

## Фильмография
| Год       |     | Русское название                  | Оригинальное название                              | Роль                  |
| --------- | --- | --------------------------------- | -------------------------------------------------- | --------------------- |
| 2009      | с   | Клиника                           | Scrubs                                             | сексуальная медсестра |
| 2010      | ф   | Перси Джексон и Похититель молний | Percy Jackson & the Olympians: The Lightning Thief | дочь Афродиты         |
| 2010      | ф   | Запертый                          | Locked Away                                        | Никки                 |
| 2009      | с   | 10 причин моей ненависти          | 10 Things I Hate About You                         | Джастин               |
| 2011      | ф   | Крик 4                            | Scream 4                                           | Оливия Моррис         |
| 2011      | кор | Поле чудес 2: Локаут              | Field of Dreams 2: Lockout                         | жена фермера          |
| 2012—2013 | с   | Втайне от родителей               | The Secret Life of the American Teenager           | Клементин             |
| 2014      | с   | C.S.I.: Место преступления        | CSI: Crime Scene Investigation                     | Дейша Фокс            |
| 2015      | с   | Мой мальчик                       | About a Boy                                        | Кэти                  |
| 2018      | ф   | Высшая сила                       | Higher Power                                       | Риа Стедман           |
| 2022      | ф   | Как насчёт любви?                 | What About Love                                    | Таннер Тарлтон        |